# Плейнфийлд (Ню Хампшър)
Вижте пояснителната страница за други значения на Плейнфийлд.
Плейнфийлд (на английски: Plainfield) е град в окръг Съливан, Ню Хампшър, Съединени американски щати. Намира се на 2 km източно от река Кънектикът.
Основан е в средата на 18 век от преселници от кънектикътския град Плейнфийлд. Населението му е около 2200 души (2000).

## Личности
Починали
- Максфийлд Периш (1870-1966), художник